# 莫里斯·蔡尔兹
莫里斯·蔡尔兹（英語：Morris H. Childs；1902年6月10日—1991年6月5日），乌克兰裔美国政治活动家、美国共产党成员，苏联、美国雙重間諜。

## 生平
蔡尔兹生于基辅，1911年移民美国。1921年加入美国共产党。在20年代美共派系斗争中支持威廉·Z·福斯特，后结交厄尔·白劳德。1929年前往苏联莫斯科就读国际列宁学校。1930年初被国家政治保卫总局吸收成为间谍，负责监视在国际列宁学校的意识形态情况。期间，他与库西宁结识，并与苏斯洛夫保持了终生友谊。
1933年蔡尔兹返回美国。1952年成为双料间谍为联邦调查局服务，1982年终止。1958年起，蔡尔兹成为美国共产党的秘密情报员，向苏联汇报美国共产党的情况并为其运送资金以支持美国在纽约的政治活动。期间，他始终保持与联邦调查局的联系。在20年间，蔡尔兹向美共转送了超过2800万美元的资金。为此，他于1975年获得紅旗勳章。1987年，他和弟弟杰克·蔡尔兹获得美国总统里根颁发的總統自由勳章，他的情报人员身份被公开。